# 日本庭園協会
一般社団法人日本庭園協会（にほんていえんきょうかい）は、1918年（大正7年）に創設された庭園に関する日本の団体。1937年（昭和12年）に厚生省から社団法人の認可を受け、2014年（平成26年）から一般社団法人となった。

## 目的・事業
庭園、公園、園芸及び風致の研究並びに普及、また、庭園に関する技術者に対して、技術の向上、伝承を目的としている。
1. 造園業に携わる技術者への技術指導
2. 庭園、公園等の研究
3. 海外にある日本庭園の維持管理及び技術派遣
4. 文化財庭園の調査、実測、修理、維持管理
5. 庭園に関する展覧会、講演会、講習会等の開催及び連携諸団体の催し物の後援
6. 日本庭園の諸外国への紹介と普及
7. 会誌その他の広報の発行
8. その他この法人の目的を達成するため必要な事業

## 概要
- 所在：東京都新宿区西早稲田1丁目6番3号　フェリオ西早稲田301号
- 設立：1918年（大正7年）12月21日
- 会長：高橋康夫

## 沿革
庭園、公園などの鑑賞研究を目的に、当時、東京帝国大学林学科本多静六博士を中心に創設された。創設時の世話人には、上原敬二、本多静六、本郷高徳、龍居松之助、後藤朝太郎、黒田鵬心、田村剛、井下清、中島卯三郎、保岡勝也、戸野琢磨、椎原兵市、伊東忠太、相川要一、古宇田實などの造園家、建築家、学識者などが名を連ねる。
1935年（昭和10年）には第2代会長に藤山雷太が就任。その年アメリカガーデン・クラブが来日するなど、国際交流も行われる。1937年（昭和12年）には社団法人の認可を受け、1939年（昭和14年）第3代会長に藤山愛一郎、1941年（昭和16年）には第4代会長に男爵團伊能が就任するも、その頃から戦渦が広がり日本庭園協会の本来の目的に沿った活動が難しくなりやむなく休止状態になる。
1955年（昭和30年）頃から復興気運により本格的な活動を再開し、1960年（昭和35年）には第5代会長にブリヂストンの石橋正二郎が就任。国際交流や鑑賞会などが活発に行われるようになる。第6代会長 田村剛、第7代会長 飯田十基が就任、活動を続けていたが1976年（昭和51年）頃に休眠法人の調査があり日本庭園協会もその対象となる懸念がおこった。そこで宇野宗佑に代表を要請し、少人数ではなく大同団結することが必要となったため、社団法人日本庭園協会と任意団体の日本造園士会との合併の話がおこった。両者の思想、企図の目的が異なるものの各々が互いに尊重するという合意に達し、ここで鑑賞研究部会と造園士部会（後の鑑賞研究委員会と技術委員会）が発足する。
1978年（昭和53年）、第8代会長に宇野宗佑が就任、翌年には休刊していた機関誌「庭園」も復刊され、造園技術の向上、継承を目的とした実技講習会も始まる。1980年（昭和55年）第9代会長に岩城亘太郎が就任、会報の発刊も開始するなど活動が活発になる。
第10代会長に吉川需 、平成に入り第11代会長に北村信正 が就任し、地方ごとの活動も活発になり各地方で支部が多数発足する。1996年（平成6年）からは国際活動として国際日本庭園協会（日本庭園協会とは別団体。本拠地はアメリカオレゴン州ポートランド）と共催し、国際日本庭園シンポジウムも開催している。
第12代会長は龍居竹之介 、第13代会長は金子直作、現在は第14代会長 高橋康夫。

## 日本庭園協会賞
会員の中で、庭園における個人の技術、設計、環境、研究、趣味の普及という分野の中で、日本庭園協会の目的に沿った活動をした人に、その功績を讃え表彰している。

### 受賞者
- 第1回日本庭園協会賞　河西力（1992年（平成4年））
- 第2回日本庭園協会賞　鈴木直衛　小口基實（1993年（平成5年））
- 第3回日本庭園協会賞　曽根三郎（1994年（平成6年））
- 第4回日本庭園協会賞　横山英悦　高橋良仁（2005年（平成17年））
- 第5回日本庭園協会賞　三鍋光夫（2006年（平成18年））
- 第6回日本庭園協会賞　廣瀬慶寛（2007年（平成19年））
- 第7回日本庭園協会賞　古平貞夫（2008年（平成20年））
- 第8回日本庭園協会賞　小沼康子（2009年（平成21年））
- 第9回日本庭園協会賞　小泉隆一　廣瀬辰臣　越智將人（2011年（平成23年））
- 第10回日本庭園協会賞　奨励賞　田中徳夫（2014年（平成26年））